# Isochariesthes suturalis
Isochariesthes suturalis är en skalbaggsart som först beskrevs av Aurivillius 1914.  Isochariesthes suturalis ingår i släktet Isochariesthes och familjen långhorningar.
Artens utbredningsområde är Ghana. Inga underarter finns listade i Catalogue of Life.